# La nit dels humils
"La nit dels humils" (títol original en anglès "The Night of the Meek") és l’onzè episodi de la segona temporada, i el 47è total de la sèrie de televisió d'antologia La Dimensió Desconeguda. Es va emetre originalment el 23 de desembre de 1960 a CBS. Ha estat doblat al català i emès per TV3. Va ser un dels sis episodis de la segona temporada que es van rodar en cinta de vídeo en un experiment de curta durada amb l'objectiu de reduir costos.

## Escena introductòria/narració inicial
Quan la neu comença a caure, un Henry Corwin borratxo, amb el seu vestit de Santa Claus, ensopega i mig cau en un fanal de la vorera. Se li acosten dos nens de l'habitatge que demanen joguines, un sopar de Nadal i "una feina per al meu pare". Mentre Corwin comença a plorar, la càmera es gira cap a Rod Serling dempeus a la vorera:
| « | Aquest és el Sr. Henry Corwin, normalment a l'atur, que un cop a l'any pren el paper principal a la institució americana tan popular, la del Santa Claus de grans magatzems en una versió de companyia ambulant de 'The Night Before Christmas'. Però en un moment el Sr. Henry Corwin, àlies Santa Claus, entrarà en un estrany tipus de Pol Nord que és una part de l'esperit meravellós del Nadal i una part de la màgia que només es pot trobar... a la Dimensió Desconeguda. | » |

## Argument
La nit de Nadal, en Corwin arriba per la seva feina de temporada com a Santa a un gran magatzem amb una hora de retard i, evidentment, borratxo. Quan els clients es queixen, Dundee, el gerent, l'acomiada i li ordena sortir del local. Corwin diu que beu perquè viu en una casa d'habitacions amb els pobres, per als quals és incapaç de complir el seu paper de Pare Noel. Declara que si només li hagués concedit un desig la nit de Nadal, li "agradaria veure que els mansos heretin la terra".
Encara amb el seu vestit, torna al bar, però Bruce li nega la reentrada. Ensopegant en un carreró, sent cascavells. Un gat enderroca una gran sac ple de llaunes buides, però quan en Corwin s'hi ensopega, ara s'omple de paquets embolicats per regal. Encantat de la seva sobtada capacitat per complir els seus somnis, Corwin passa a repartir regals als nens que passen i després als homes abandonats que assisteixen al servei de Nit de Nadal en una casa de missió. Irritada per la interrupció, la propietària surt a buscar l'oficial Flaherty.
Flaherty porta en Corwin a la comissaria de policia sota sospita de robatori. Dundee es troba amb ells a l'estació, on ell i Flaherty troben llaunes buides al sac de Corwin. Enfadat per haver perdut el seu temps, Dundee acusa Flaherty d'incompetència; quan Dundee desafia a Corwin a produir una ampolla d'aiguardent de cirera, anyada 1903, Corwin fa exactament això i és posat en llibertat. Continua repartint regals fins a mitjanit, quan la bossa està buida.
Un home anomenat Burt, que ha obtingut la pipa i la jaqueta de fumadors desitjades de la bossa de Corwin, assenyala que el mateix Corwin no ha rebut cap regal. Corwin diu que si hagués escollit qualsevol regal, "Crec que m'agradaria poder fer-ho cada any". Tornant al carreró on s'havia presentat la bossa carregada de regals, es troba amb un elf assegut en un gran trineu arrossegat per rens, esperant-lo. En adonar-se que el seu desig s'ha fet realitat i que ara és el veritable Pare Noel, en Corwin s'asseu al trineu i marxa amb l'elf.
Sorgint borratxos del recinte, Flaherty i Dundee miren cap amunt en sentir els cascavells i veuen a Corwin pujar al cel nocturn. Dundee convida Flaherty a acompanyar-lo a casa i compartir una mica de cafè calent, amb brandi abocat, i afegeix: "...i agrairem a Déu pels miracles, Flaherty..." L'episodi acaba amb una foto de la bossa asseguda al costat. a la paperera on Corwin la va trobar originalment.

## Narració de cloenda
| « | Una paraula als savis per a tots els nens del segle xx, tant si es tracta de la pediatria com de la geriatria, tant si gategen amb les mans i els genolls i porten bolquers com si caminen amb un bastó i pentinen les seves barbes. El Nadal té una màgia meravellosa i hi ha un poder especial reservat a la gent petita. En resum, no hi ha res més poderós que els mansos. I un Bon Nadal a tots i totes. | » |

La narració original, el 23 de desembre de 1960, va acabar amb les paraules "i un bon Nadal a tots i totes", però aquesta frase va ser esborrada als anys 80 i ara està exclosa de les reposicions, els llançaments de VHS i el conjunt de cinc DVD. The Twilight Zone: The Definitive Edition. La frase s'escolta al llançament de Blu-ray de la temporada 2, així com a la versió emesa per Netflix, però amb una qualitat de so notablement diferent de la resta de la narració de Serling. Tal com es va emetre a la MeTV Network el dia de Nadal de 2019 i després, l'última línia s'ha restaurat en redifusió.

## Crèdits
- Dirigida per Jack Smight
- Escrit per Rod Serling
- Produït per Buck Houghton
- Art Carney com Henry Corwin
- John Fiedler com el Sr. Dundee
- Robert P. Lieb com a Flaherty
- Val Avery com el cambrer
- Meg Wyllie com a germana Florence
- Kay Cousins Johnson com a Irate Mother
- Burt Mustin com a vell (Burt)
- Andrea Margolis com a Elf del Pare Noel
- Trens de Lionel Corp.
- Rens proporcionats per Santa's Village – Skyforest (Califòrnia)

## Producció
"La nit dels humils" va ser un dels sis episodis de "La Dimensió Desconeguda" rodats en cinta de vídeo en lloc de pel·lícula en un intent de reduir costos. Al novembre de 1960, la segona temporada de La Dimensió Desconeguda ja havia emès cinc episodis i n'havia acabat de rodar setze. No obstant això, amb un cost d'uns 65.000 dòlars per episodi, el programa estava superant el seu pressupost. Com a resultat, sis episodis consecutius (codi de producció #173-3662 a #173-3667) es van gravar en vídeo a CBS Television City i finalment es van transferir a pel·lícula de 16 mil·límetres ["kinescopi"] per a redifussions. L'estalvi total en edició i cinematografia va ascendir només a uns 30.000 dòlars per a les sis entrades, no suficient per justificar la pèrdua de profunditat de la perspectiva visual, que va fer que els programes semblessin drames de televisió en directe (com ara com Playhouse 90, que també es va produir a CBS), o fins i tot les telenovel·les diürnes, que, aleshores, es produïen en directe de manera ràpida i econòmica en un o dos platós. L'experiment es va considerar un fracàs i no es va tornar a intentar mai més.

## Personal amb múltiples crèdits deLa Dimensió Desconeguda
- Jack Smight va dirigir altres tres episodis de La Dimensió Desconeguda: "El solitari", "A l'últim moment", i "Twenty Two"
- John Fiedler va interpretar un àngel burocràtic al penúltim episodi de la tercera temporada, "Cavender Is Coming"
- Burt Mustin interpreta a un dels residents de la casa de gent gran a "Kick the Can" de la tercera temporada.
- La segona aparició d'Andrea Margolis va arribar la setmana següent, "Pols", en la qual interpreta Estrelita, una nena petita mexicana
- Les altres tres aparicions de Nan Peterson són a "Mitja hora a peu", "The Whole Truth" i "From Agnes—With Love"

## Remake
- Aquest episodi es va convertir en un episodi de la versió dels anys 80 de La Dimensió Desconeguda anomenat "Night of the Meek", protagonitzat per Richard Mulligan com Henry Corwin i William Atherton com el Sr. Dundee
- Hi va haver una adaptació radiofònica de l'episodi "The Night of the Meek" de La Dimensió Desconeguda que va protagonitzar Christopher McDonald